# بخش راجگر
بخش راجگر (به انگلیسی: Rajgarh district) یک منطقهٔ مسکونی در هند است که در Bhopal division واقع شده‌است. بخش راجگر ۶٬۱۵۴ کیلومتر مربع مساحت و ۱٬۵۴۵٬۸۱۴ نفر جمعیت دارد.